# Gadikatte, Honnali
Gadikatte là một làng thuộc tehsil Honnali, huyện Davanagere, bang Karnataka, Ấn Độ.